# Jack Kevorkian

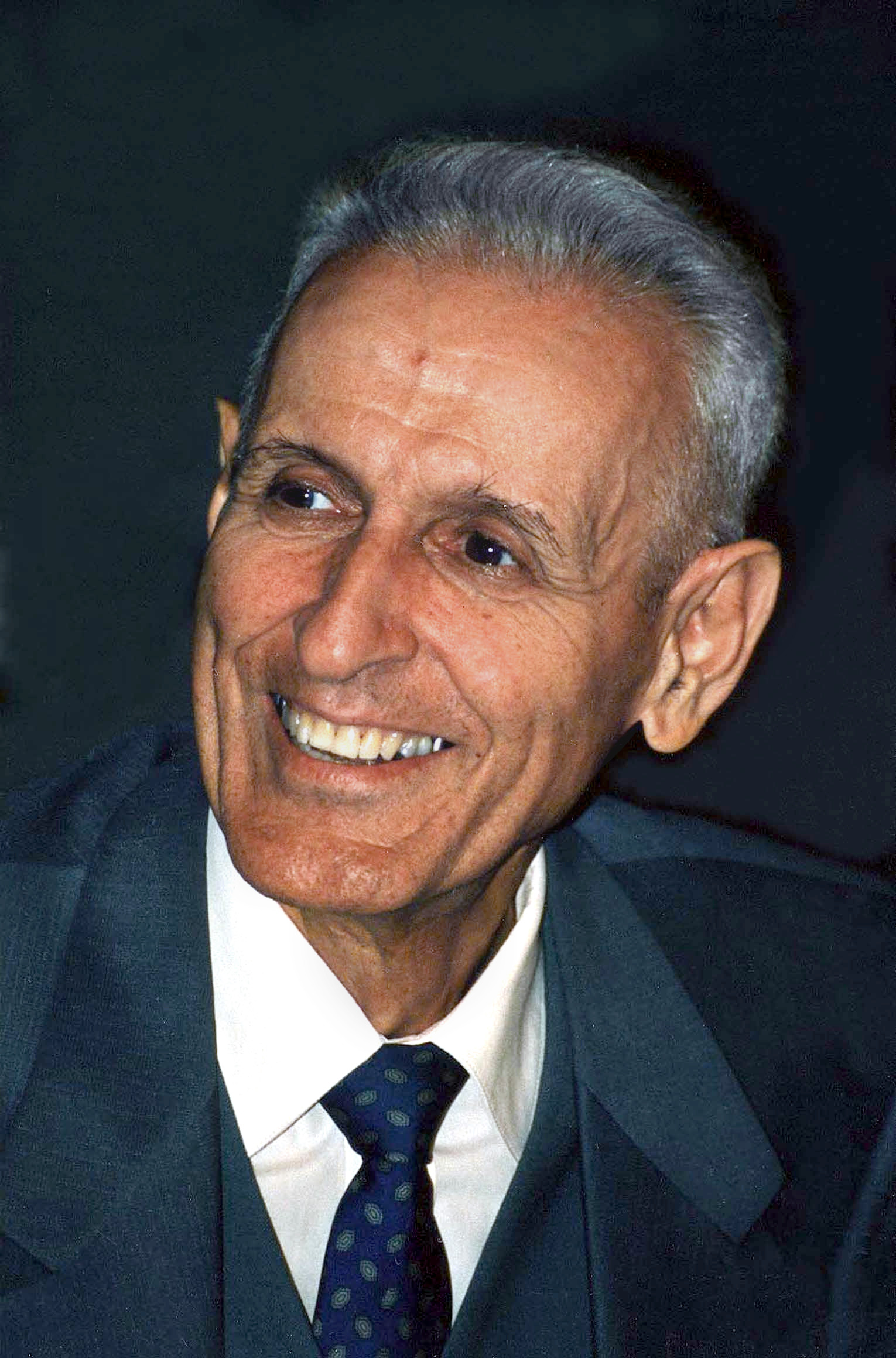
Jack Kevorkian (1996)

Jack Kevorkian (* 26. Mai 1928 in Pontiac, Michigan; † 3. Juni 2011 in Royal Oak, Michigan) war ein US-amerikanischer Pathologe.
Er wurde durch seinen energischen Kampf für das „Recht zu sterben“ bekannt, bei dem er nach eigenen Angaben mehr als 130 Menschen bei ihrer Selbsttötung unterstützt hat. Nachdem er einem unheilbar Kranken eine tödliche Injektion verabreicht hatte, wurde er 1999 wegen Totschlages zu einer Freiheitsstrafe von 10 bis 25 Jahren verurteilt. Da Kevorkian selbst an einer unheilbaren Krankheit litt, wurde er im Juni 2007 vorzeitig aus der Haft entlassen.

## Leben

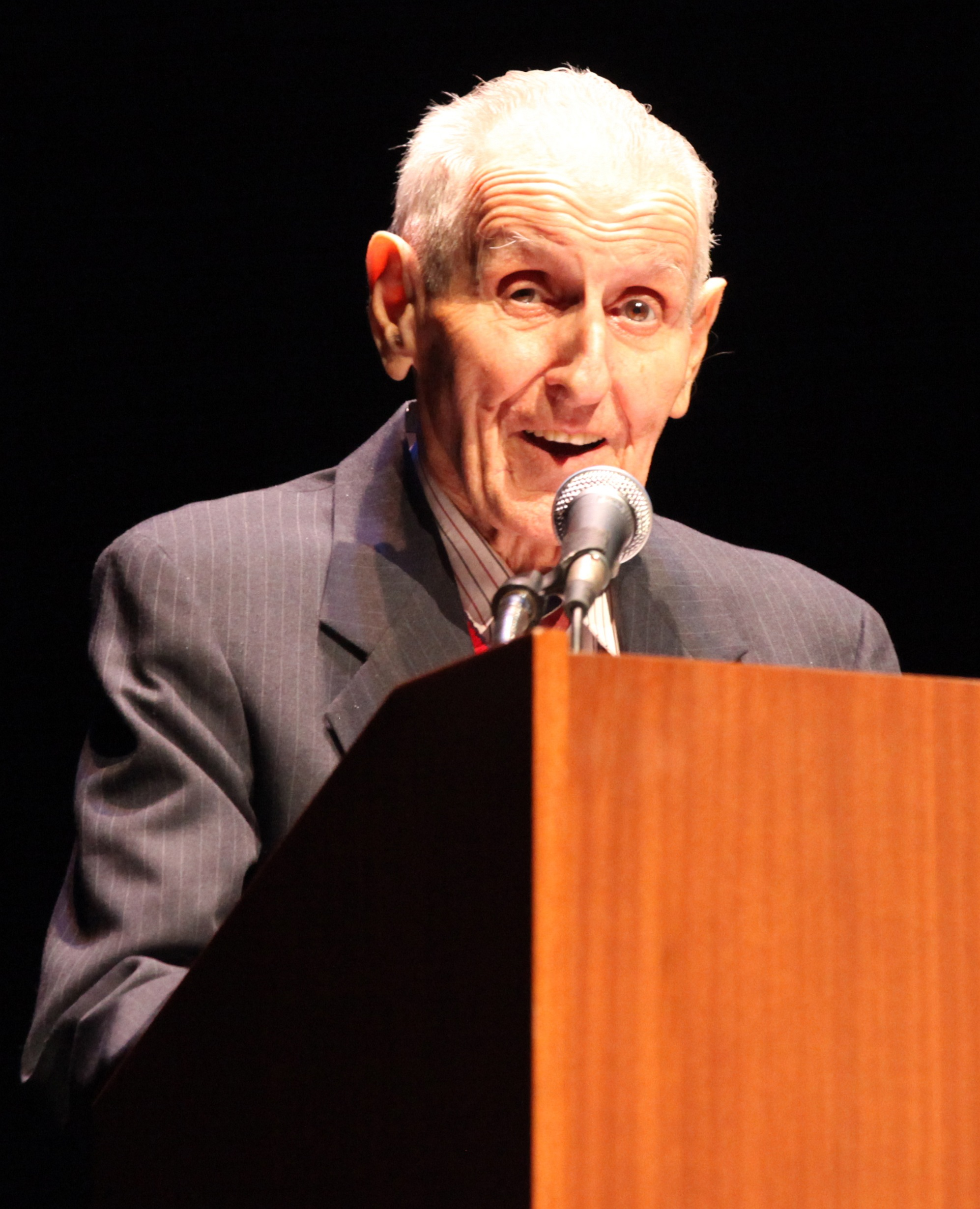
Jack Kevorkian (2011)

Kevorkian schloss 1952 sein Studium der Medizin an der University of Michigan ab. In den folgenden Jahren veröffentlichte er mehrere Artikel in Fachzeitschriften, darunter die Ergebnisse seiner Untersuchungen an zum Tode Verurteilten während ihrer Exekution und Studien über die Bluttransfusion von Leichen zu lebenden Patienten. In einer Publikation wurde er darauf als „Doktor Tod“ bezeichnet. Von 1970 bis 1976 war er Leiter der Pathologischen Abteilung am Saratoga-Klinikum in Detroit.
In den 1980er-Jahren schrieb Kevorkian eine Artikelserie für die Zeitschrift Medicine and Law, in der er ethische Aspekte der Sterbehilfe behandelte. Im Jahre 1987 gab er Anzeigen in Detroiter Zeitungen auf, in denen er sich als „medizinischer Berater“ in Sachen Sterbehilfe anbot. Nach Angaben seines Anwalts half er zwischen 1990 und 1998 knapp 100 Menschen mit unheilbaren Krankheiten beim Suizid. In jedem dieser Fälle hätten die Betroffenen selbst die Handlung ausgeführt, die zu ihrem Tod führte.
Kevorkian stellte seinen Patienten ein Gerät zur Verfügung, das eine zeitversetzte Infusion von Thiopental und Kaliumchlorid ermöglicht. Nach den ersten zwei Todesfällen dieser Art wurde ihm 1991 seine Approbation entzogen, sodass er die benötigten Substanzen nicht mehr bekommen konnte. Bei den folgenden Tötungsfällen beschaffte er den Patienten daher eine Gasmaske und einen Kanister mit Kohlenstoffmonoxid. Er wurde viermal wegen Tötungsdelikten angeklagt und freigesprochen, einmal wurde das Verfahren eingestellt.
1998 erlaubte Kevorkian einem Fernsehsender die Ausstrahlung eines Videos, das zeigt, wie er einem 52-Jährigen im letzten Stadium der Nervenkrankheit ALS auf dessen Wunsch eine tödliche Injektion verabreicht. Kevorkian zufolge wollte er damit einen juristischen Präzedenzfall schaffen, um Selbsttötung mit ärztlicher Hilfe zu legalisieren. Für diese Tat wurde er am 26. März 1999 wegen Totschlages und Verstoßes gegen das Betäubungsmittelgesetz angeklagt. Er wurde für schuldig befunden und zu einer Freiheitsstrafe von 10 bis 25 Jahren verurteilt.
Ende 2006 wurde Kevorkians Antrag auf bedingte Haftentlassung stattgegeben; er wurde am 1. Juni 2007 auf zweijährige Bewährung freigelassen. Er hatte sich bei seinen Forschungen auf dem Gebiet der Bluttransfusion mit Hepatitis C infiziert und nur noch eine geringe Lebenserwartung. Außerdem machte er glaubhaft, nie mehr aktive Sterbehilfe leisten zu wollen.

## Musikkarriere
Kevorkian war Jazzmusiker und Komponist.

## Sonstiges
In dem Film Ein Leben für den Tod wurde Kevorkian von Al Pacino dargestellt, der dafür einen Emmy sowie einen Golden Globe erhielt. Zur Vorbereitung auf die Rolle reiste Pacino nach Detroit und traf sich dort mit Kevorkian.
Das Buch Gott segne Sie, Dr. Kevorkian (engl. God Bless You, Dr. Kevorkian) von Kurt Vonnegut beruht auf der Idee, dass der Autor von Kevorkian Zugang zum Himmel erhält, um dort verstorbene Prominente zu interviewen.
Jack Kevorkian wurde in mehreren Liedern von Bands vornehmlich aus dem Metal-Genre thematisiert. So veröffentlichte die Band Body Count auf ihrem Album Violent Demise – The Last Days ein Lied namens Dr.K, in dem das Thema Selbsttötung thematisiert wird, die Band Anal Cunt veröffentlichte den Song Jack Kevorkian Is Cool und Acid Bath benutzte ein von Jack Kevorkian gemaltes Bild als das Albumcover von Paegan Terrorism Tactics. Auch das Lied Doctor Kevorkian von Anvil behandelt seine Person. Die Electro-Industrial-Band Kevorkian Death Cycle benannte sich nach ihm.
Im Computerspiel Deus Ex: Human Revolution wird in einer Nebenquest das Leisten von Sterbehilfe an einem tödlich verwundeten Charakter mit dem Achievement „Kevorkiankomplex“ belohnt.
Und im Computerspiel Postal erhält der Spieler das ironisch angehauchte Achievement „How Kevorkian!“, wenn er das erste seiner niedergeschossenen Opfer exekutiert.
Ebenso wird im Computerspiel Lucius die Assistenz des Spielers an drei Suiziden mit dem Achievement „Dr. Kevorkian“ belohnt.

## Bibliografie
- Prescription: Medicide – The Goodness of Planned Death. Prometheus, Buffalo 1991, ISBN 0-87975-677-2.
- A brief history of experimentation on condemned and executed humans. In: Journal of the American Medical Association. Band 77, 1985, S. 215–226